# أنماري هينريتش
أنّماري هينريتش (بالإسبانية: Annemarie Heinrich)‏ هي مصورة أرجنتينية، ولدت في 9 يناير 1912 في دارمشتات في ألمانيا، وتوفيت في 22 سبتمبر 2005 في بوينس آيرس في الأرجنتين.